# Ikona świątynna
Ikona świątynna (Chramowa) – w prawosławiu ikona przedstawiająca świętego lub wydarzenie, będących patronami danej cerkwi.
W ikonostasie umieszczana jest w pierwszym (najniższym) rzędzie jako pierwsza z prawej strony.